# Kapıkaya, Ayvacık
Kapıkaya là một xã thuộc huyện Ayvacık, tỉnh Samsun, Thổ Nhĩ Kỳ. Dân số thời điểm năm 2010 là 228 người.